# Fallúdzsai csata (2016)
A 2016-os fallúdzsa csata, vagy más néven a harmadik fallúdzsai csata, és 2016-os fallúdzsai offenzíva, kódnevén A terrorizmust megtörő hadművelet (arabul: عملية كسر الإرهاب) az iraki kormány katonai hadművelet volt az Iszlám Állam (ISIL) ellen, melynek fő célja a Bagdadtól, az ország fővárosától 69 kilométerre fekvő Fallúdzsa és környéke visszafoglalása volt. A hadművelet 2016. május 22-én kezdődött, három hónappal azután, hogy Irak Fegyveres Ereje teljes ostrom alá vette a várost. Június 26-án az iraki erők visszafoglalták a várost, majd két nappal később megszerezték a még ellenálló ISIL-gócpontok területeit is.

## Előzmények
Fallúdzsa volt az első város, melyet az ISIL az iraki polgárháború alatt elfoglalt. Miután 2016. februárban visszafoglalták Ramádit, teljesen bekerítették a várost. Az ISIL milicistái megakadályozták, hogy a lakosok elhagyják a várost.
Moszul után Fallúdzst tartják az ISIL legfontosabb fellegvárának.

## Előkészületek
Az Iraki Hadsereg 2016. május 22-én egy közleményt adott ki, melyben a harctéren lakókat arra kérte, hogy a veszélyes területet a kijelölt biztonságos útvonalakon keresztül hagyják el. Az Iraki Hadsereg arra is megkérte a lakókat, hogy aki nem tud elmenekülni, tűzzön ki fehér zászlót a háza tetejére.
Ayatollah Sistani síita vallási vezető útmutatót adott ki arról, miket kell betartani, miközben a szunnita városban előretörnek.

## Az offenzíva

### A külvárosok bevétele
Haider al-Abadi május 23-án rendelte el a hadművelet megkezdését. Azt mondta: „Fallúdzsa földje felett magasan fog lengni Irak zászlaja.” 2016. május 23-án olyan jelentések érkeztek, melyek szerint a síita Népmozgalmi Erők (PMF) visszafoglalták Csarma városát. A PMF által közzétett fényképeken az látszik, ahogy az iráni Jeruzsálemi Erők parancsnoka, Qassem Suleimani és a PMF parancsnokai megbeszélik az alkalmazandó haditervet. Az offenzíva első napján 11 falut és több körzetet is visszafoglaltak, így az ISIL harcosai arra kényszerültek, hogy visszahúzódjanak a belsőbb, stratégiailag fontosabb városrészekbe. Az offenzívát lelassította, hogy több száz, az utak mentén elhelyezett robbanóeszköz.
A Népmozgalmi Erő május 23-án bejelentette, hogy elfoglalta a Fallúdzsától nagyjából 16 km-re északkeletre fekvő Csarmát, aminek következtében a Fallúdzsától keletre fekvő területek nagy része iraki ellenőrzés alá került. Szintén bejelentették al-Harariyat, al-Shahabi és al-Dwaya elfoglalását és azt, hogy a katonai hadművelet alatt 40 ISIL-taggal végeztek. Az iraki kormány bejelentette, hogy május 24-én kormánypárti seregek elfoglalták Luhaib és Albu Khanfar falvakat.
Május 23-án az Iraki Biztonsági Erők 16 falut és fallúdzsai keleti kerületet tisztítottak meg – Ezek között volt egy északkeleti rész, melyhez Csarma eleste utáni napon már hozzátartozott Sejar is. Az összecsapásokban az ISIL 40 tagja halt meg. Május 25-ig összesen 163 ISIL-harcos, az iraki hadsereg 35 katonája és 15 civil lakos halt meg az összecsapásokban, melyek során az Iraki Hadsereg megszerezte a többi délkeleti kerületet is, így már egy korridorral kettő tudták vágni az ISIL kezén lévő városrészeket. Jelentések szerint egy Fallúdzsa közeli harcban aznap az iráni Basszidzs egyik tagja is meghalt. A védelmi bizottság egyik tagja, Qasm Araji szerint az előretörő csapatok folyamatosan nyernek el területeket, és már „Fallúdzsa keleti kapuja közelében” vannak.
Május 27-én az USA vezette koalíció a városban és környékén is légi támadásokat hajtott végre. Eközben Fallúdzsában az ISIL 70 tagja életét vesztette, köztük a területi főparancsnokuk, Maher Al-Bilawi is. Május 28-án az Iraki Hadsereg bejelentette, hogy megkezdték a hadműveletet Fallúdzsa központjának visszafoglalásáért. Először az iraki Terrorelhárító Szolgálat (CTS) tört be a városba.
Május 29-én a hírek szerint az iraki hadsereg Albu Shajalnál visszaverték az ISIL támadását, és eközben „több tucat” milicistát megöltek. Aznap az Iraki Hadsereg megszállt egy Zaghareed és Saqlawiyah között húzódó hidat, hogy így biztosítsa a nemzetközi autópálya felől érkező seregek bejutását Saqlawiyah központi részébe.

### Harc Fallúdzsa városáért
Május 30-án az iraki seregek három különböző irányból elkezdtek behatolni Fallúdzsa belsejébe, és elfoglalták Saqlawiyah falut. Azonban a hadsereg nagyon merev ellenállással találkozott a belvárosban, ami így lelassította az előre nyomulást. Május 31-ig csak 3000 civil tudott Fallúdzsából kimenekülni. Az iraki seregek a déli Nuamiyah falun keresztül, Shuhadaa kerületen át érkeztek meg a város központjába. Az iraki erők egy négyórás harcban visszaverték az Iszlám Állam egyik támadását az egyik déli kerületben. A milicisták orvlövészeket telepítettek, és hat, robbanószerrel megrakott autót küldtek a belvárosba, de ezek még azelőtt felrobbantak, hogy elérték volna a hadsereget.
Június 1-én megtorpant z iraki hadsereg fallúdzsai előretörése, mert az Iszlám Állam hevesen ellenállt, és viták alakultak ki a stratégiai városban ragadt több tízezer ember védelmét illetően. Civileket, köztük több családot is a város központjába vittek, ahol élő pajzsként használták őket. A hadművelet második hetében a speciális erők csak igen lassan tudtak előrearaszolni a poros déli kerületekben, mivel a csomó légitámadás miatt fehér füstfelhő emelkedett a városi területet jellemző alacsony épületek fölé.
A Fars News Agency jelentése szerint az offenzíva miatt az ISIL parancsnokai 8 millió USD értékű készpénzt és ékszert vittek át Fallúdzsából a sokkal biztonságosabb Moszulba.
Június 2-án a fallúdzsai hadműveletek parancsnoka, Abdel Wahab al-Saadi altábornagy az iraki seregek újabb előre nyomulásáról számolt be, és elmondta, hogy Fallúdzsától délre, al-Shuhadaa és al-Nuaimiya területén 50 ISIL-katonát öltek meg. Eközben a Fallúdzsától nyugatra fekvő Falahat területének bombázása közben a nemzetközi koalíció z ISIL 12 tagját ölte meg.
Június 3-án az Iraki Hadsereg betört Fallúdzsa déli kerületeibe. Abdelwahab al-Saadi altábornagy, a fallúdzsai hadművelet felelős parancsnoka így nyilatkozott az AFP-nek „A biztonsági erők Naimiya környékéről Shuhada felé előre törtek." Aznap Saqlawiyah területén a síita milicisták felfedtek egy 4 mérföld hosszú alagutat, mely Fallúdzsával teremtett összeköttetést, és ezt használták fel az ISIL emberei az offenzíva lassítására, és ide menekültek a légi támadások elől. Június 4-én az iraki seregek elfoglalták Saqlawiyah városát, és lerohanták Fallúdzsa egyik keleti kerületét. A koalíció egyik légi támadása az összes olyan ISIL-harcossal végzett, akik megpróbáltak Saqlawiyah területéről elmenekülni. Egy jelentés szerint Saqlawiyah bevételekor 70 ISIL-terroristával végeztek, köztük többen külföldről érkeztek. Június 5-re megszilárdították az irakiak a Fallúdzsa déli része fölötti ellenőrzésüket, mert sikerrel elfoglalták Naymiah kerületét. A Népmozgalmi Egységek egyik vezetője azt mondta, most már csak a nyugati parton vannak olyan területek, ahol a hadseregnek nem sikerült garantálnia a békét. Június 8-án az iraki seregek elfoglalták Al-Shuhada Al-Thaniya kerületét. Aznap az iraki biztonsági erők öt tagja szerzett sérülést. A külső kerületek elfoglalása gyorsan ment, így az Iszlám Állam harcosainak vissza kellett vonulnia a belvárosba, ahogy erről Sabah al-Noman szóvivő nyilatkozott az állami televíziónak. Hozzátette, hogy a kormányerőkön belül átcsoportosítanak erőket, mielőtt ismét támadásba lendülnek.

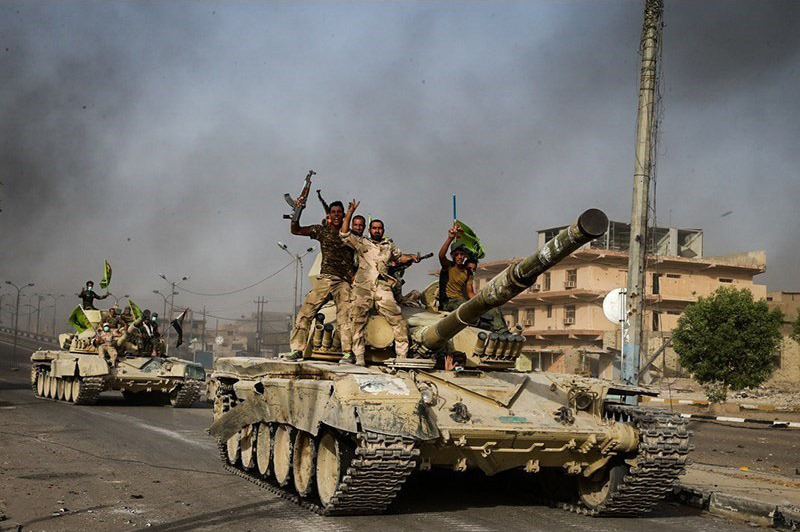
Iraii T–72 Fallúdzsában

Június 10-én az elit iraki Terrorellenes Szolgálat 3 kilométerre megközelítette Fallúdzsa központját, a város déli részén pedig megerősítette az állásait.
Június 11-én az ISIL megtámadta a hadsereg Kelet-Fallúdzsában lévő barakkjait. A támadásban az iraki hadsereg és szövetségesei tagjai közül ötvenen, az ISIL tagjai közül 12-en haltak meg. Eközben a kormány seregei elérték a 40. utcát, mely két mérföldre van Fallúdzsa központjától.
Június 12-én az iraki hatóságok azt mondták, megteremtették az első kimenekítési útvonal biztonságos használatának lehetőségét, ahol a Fallúdzsa iszlamisták kezén lévő részéből elmenekülhetnek a bennragadt civilek. A Norvég Menekülttanács szerint már megnyitásának első napján több ezren használták az útvonalat, hogy kiszabadulhassanak. Az al-Salam (Béke) Kereszteződés néven ismert, Fallúdzsától délnyugatra kivezető útvonal biztonságát szombattól szavatolták. Az Egyesített Hadműveleti Parancsnokság szóvivője, Yahya Rasool dandártábornok ezt mondta a Reutersnek: „Már korábban is voltak kivezető utak, de ez az első, amit teljesen biztosítottunk, így viszonylag biztonságosnak mondható.”
Június 13-án az Iraki Rendőrség 546, polgári ruhába bújt milicistát fogott el, akik meg akartak szökni a városból.
Június 14-én Irak rendőrfőnöke azt mondta, a rendőrök megtisztították Fallujah gát területét az ISIL erőitől, és a gát félholdján már az iraki zászló leng. Shakir Jawdat dandártábornok azt mondta, az Eufrátesz folyón Fallúdzsától délre emelkedő gát teljes egészében a hadsereg ellenőrzése alatt áll. Az Iraki Hadsereg ezeken felül elfoglalt három falut Fallúdzsától keltre, melyek Za’anatha, Ziban és Atr. Ezen kívül visszaszerezték az Abbas Jamil hidat, így tovább tudtak haladni a város keleti kerületei felé.
Január 16-án a Szövetségi Rendőrség bejelentette, hogy a város 25%-át visszafoglalta, mivel al-Khadra, al-Resala, Jubail, Fallujah Barrage, Nazim, al-Shuhada, egy állomás, valamint egy gázgyár is a felügyeletük alá került, miután város visszavételének ezen szakaszában 232 milicistát megöltek. Aznap az Iraki Szövetségi Rendőrség altábornagya, Raed Shaker Jawdat elmondta, az ISIL tagjai tömegesen menekülnek a Fallúdzsától nyugatra fekvő Halabisa és Albu Alwan irányába. Azt mondta, az ISIL vezetőségén belül teljes összeomlást tapasztalt. Aznap az Iraki Hadsereg Fallahat felől előre tört Fallúdzsa nyugati sarkterületei felé, mely során az ISIL 20 tagját megölték, és három útvonalat nyitottak a tankok és fegyveres csapatszállítók előtt. Ugyanakkor 900 családot evakuáltak.
Június 17-én az Iraki Hadsereg visszafoglalta a kormányzat központi épületeit, de előtte gyors egymásutánjában több környező területet is ellenőrzése alá vont. A csata alatt kicsi ellenállást láttak az ISIL részéről. A hadművelet parancsnoka, Abdulwahab al-Saadi altábornagy azt mondta, a város 70%-át iraki erők ellenőrzik. Június 17-én este az iraki hadsereg az állami televízióban arról számolt be, hogy Fallúdzsát teljesen felszabadították, de a speciális egységek parancsnoka szerint csak 80%-át szerezték vissza, az ISIL seregei négy északi kerületben koncentrálódnak. A közeli központi kórháznál még mindig folytak a harcok. Az iraki állami televízióban Haider al-Abadi miniszterelnök gratulált a csapatoknak a győzelemért. A központi kórházat június 18-án foglalták vissza az irakiak. Másnap az ENSZ azt állította, hogy a megelőző négy hét folyamán 80.000 lakos menekült el a városból, többen azután, hogy az ISIL június közepén lehetővé tette a civilek eltávozását. Június 18-19-én is olyan hírek érkeztek, hogy a városban maradt ISIL–csapatok az összeomlás jeleit mutatták. Június 19-én arról számoltak be, hogy a koalíció légi támadásaiban az ISIL 50 tagja halt meg, 15 pedig az iraki seregekkel vívott csata közben esett el. Ezen felül az előző két nap mintegy 300 katona halt meg.
Június 21-én később az egyik amerikai parancsnok azt állította, hogy az iraki hadsereg csak Fallúdzsa 30%-át foglalta vissza az ISIL harcositól, a többi területen még most is folynak a harcok. Az iraki seregek június 21-ig elfoglalták Shurta rendőrkerületét és Askari katonai kerületét. Ezek után már csak Golan és Jughaifi kerületek valamint Fallúdzsának az Eufrátesz nyugati partján fekvő része maradt az ISIL ellenőrzése alatt. Haider al-Obeidi dandártábornok azt mondta az Associated Press-nek, hogy a hadművelet során 2500 milicistát öltek meg, Shurta és Jughaifi kerületeket pedig június 22-én elfoglalták az irakiak.
Június 23-án al-Obeidi azt állította, a város 90%-a az iraki erők ellenőrzése alatt áll. Még mindig vannak folyamatban összecsapások az ISIL-lel, mivel a nap folyamán az irakiak nem tudtak jelentősebb haladást felmutatni. Már csak Golan kerülete és néhány elszórt kisebb rész volt az Iszlám Állam ellenőrzése alatt. A jelentések szerint az ISIl utolsó harcosai Jolan és Al-Mualemin kerületekben húzódtak meg. Június 25-re Al-Mualemin kerületét teljesen visszafoglalták, és biztosították az ottani iraki jelenlétet. Jolan kerületben egy korábban elfoglalt egészségügyi központra tűzték ki az irakiak a zászlajukat.
Június 26-án az iraki seregek elfoglalták Fallúdzsa még megmaradt részit, és az egyik parancsnok azt nyilatkozta, hogy a város teljesen az irakiak irányítása alatt áll, a hadművelet pedig befejeződött.
A Joint Operations Command spokesperson confirmed the full capture of the city and added that fighting was ongoing against pockets of ISIL resistance northwest of Fallujah. Iraqi Prime Minister Haider al-Abadi visited Fallujah after its recapture. In a televised address, Abadi appeared outside Fallujah's main hospital waving an Iraqi flag and urged Iraqis to celebrate the day of Fallujah's recapture from ISIL.
Június 27-én hétfőn az Iraki Hadsereg mélyebben is behatolt Fallúdzsa nyugati külvárosaiba, hogy felszámolja a várostól nyugatra fekvő farmterületeken megbújt iszlamisták menedékhelyeit.Így akarták megakadályozni, hogy egy nappal azután, hogy Bagdad bejelentette a győzelmét, ők mégis ellentámadásba kezdjenek. Az irakiak az amerikaiak és a koalíció légi támogatásával több célpontot is lőtt, és az Eufrátesz déli partja mellett az ISIL 150 tagját bekerítették. Ahmed al-Saidi ezredes, a hétfői előretörés egyik résztvevője azt mondta, a szárazföldi csapatok figyelmesen haladnak, nehogy rámenjenek egy út mellett az ISIL által otthagyott bombára. „Nekik (mármint a feltartóztatott militánsoknak) két lehetőségük van: vagy megadják magukat, vagy megöljük őket. Nem akarunk nekik lélegzetvételnyi idt sem hagyni, nehogy autóbombákkal támadjanak seregeinkre.” Június 28-án reggel az iraki kormány azt közölte, hogy al-Halabisa, Albu Alwan és Albu Herat területének 80%-át visszafoglalták. Még aznap megszerezte a hadsereg Halabisa és Albu Alwan kerületét, így Fallúdzsa nyugati része teljesen az irakiaké lett.

## Következmények
Június 29-én iraki repülők megtámadtak egy katonai konvojt és a támogatóikat, akik a porfelhő leple alatt megpróbáltak Fallujah faluba menekülni. Az iraki légierő azt állította, nagyjából 426 járművet vettek célba, melyek összesen mintegy 200 milicistát szállítottak.
Aznap később az USA légiereje hajtott végre légi támadást az ISIL Fallúdzsa külvárosaiban lévő erődítményei ellen. Ennek során legalább 250 iszlamistát megöltek, és 40 járművet megsemmisítettek. Aznap összesen 348 milicistát öltek meg, és több mint 200 járművet megsemmisítettek.
Hadi Razij vezérőrnagy, a kormányzósági rendőrség vezetője szerdán azt nyilatkozta az al-Sumaria televíziós hálózatnak, hogy a Lawa al-Amiriyah al-Samoud törzs tagjai és a biztonsági erők az iraki légierő támogatásával és légi bombázásával közösen megakadályozták az ISIL egy, a Fallúdzsától 30 km-re fekvő Amiriyah Fallujah elleni támadáskísérletét.
Hozzátette, hogy a folyamat során az iszlamisták 450 járművét semmisítették meg.
Khamis al-Issawi, a Lawa al-Amiriyah al-Samoud törzs vezetője ettől függetlenül azt mondta, harcosai a biztonsági erők közreműködésével megsemmisítették Amiriyah Fallujah közelében az ISIL egyik táborát, és hozzátette, hogy törzse három tagját megölték, hatan pedig sebesülést szereztek.
A Szövetségi Rendőrség Parancsnoksága szombaton bejelentette, hogy egy nagy laboratóriumot találtak, ahol rejtett robbanószereket továbbító járműveket és robbanóeszközöket gyártottak. Hozzátette, hogy a laboratóriumban több tonna robbanószer volt.
A Szövetségi Rendőrség parancsnoka, Raed Shaker Jawdat altábornagy azt mondta: „Ma a biztonsági erők a felszabadított területen folytatott keresési műveleteik során Fallúdzsa középső részén, Nezalnál egy olyan laboratóriumot találtak meg, melyben autóbombákat és robbanószereket gyártottak.” Jawdat hozzátette még: „A Nezalban talált laboratóriumot teljesen szétszerelték, és eközben több tonna robbanószert és detonátort találtak a belsejében.”

## Külső hivatkozások
Koordináták: é. sz. 33,3667°, k. h. 43,7667°33.366700°N 43.766700°E